# Dona Xepa
Dona Xepa (título en español: Doña Xepa) es una telenovela brasileña transmitida por Rede Record del 21 de mayo al 24 de septiembre de 2013.
Escrita por Gustavo Reiz, con la colaboración de Joaquim Assis, Mário Vianna, Mariana Vielmond, Valéria Motta y Aline Garbati; dirigida por Régis Faria, Rudi Lagemann y Nádia Bambirra, con la dirección general de Ivan Zettel.
Protagonizada por Ângela Leal, Arthur Aguiar, Rayana Carvalho, Luíza Tomé, Angelina Muniz, Maurício Mattar, Bemvindo Sequeira, Márcio Kieling, Gabriela Durlo, José Dumont, Emilio Dantas, Giuseppe Oristanio, Ítala Nandi, Gabriel Gracindo, Bia Montez, Alexandre Barillari, Pérola Faria, Robertha Portella y Thaís Fersoza en los papeles principales.
En Chile se emitió en 2017 por TVN, pero al mes de su puesta al aire , fue sacada de pantalla por baja sintonía, a diferencia del buen índice de audiencia y crítica obtenida en Brasil.

## Elenco
| Actor/Actriz        | Personaje                               |
| ------------------- | --------------------------------------- |
| Ângela Leal         | Carlota Losano (Dona Xepa)              |
| Thaís Fersoza       | Rosália Losano (Rosa Vieira Passarelli) |
| Arthur Aguiar       | Édison Losano                           |
| Rayana Carvalho     | Lis Pantaleão                           |
| Pérola Faria        | Yasmin Silva                            |
| Luíza Tomé          | Magnolia "Meg" dos Santos Pantaleão     |
| Angelina Muniz      | Pérola Castro e Barros                  |
| Gabriel Gracindo    | François Fontaine                       |
| Bemvindo Sequeira   | Dorivaldo                               |
| Gabriela Durlo      | Isabela Castro e Barros                 |
| Márcio Kieling      | Victor Hugo Pantaleão                   |
| Maurício Mattar     | Júlio César Pantaleão                   |
| Robertha Portella   | Dafne Batista (Mulher Tutti-Frutti)     |
| José Dumont         | Esmeraldino Losano                      |
| Giuseppe Oristanio  | Feliciano Barros                        |
| Alexandre Barillari | Robério Escovão                         |
| Ítala Nandi         | Catherine Fontaine                      |
| Bia Montez          | Matilda Batista                         |
| Emilio Dantas       | Benito                                  |
| Manoelita Lustosa   | Terezinha Cho                           |
| Manuela Duarte      | Cintia                                  |
| Diego Montez        | Ricardo Lopes Coutinho (Rick)           |
| Augusto Garcia      | João da Graça (Graxinha)                |
| Marcela Muniz       | Genuína Silva (Geni)                    |
| Castrinho           | Ângelo Lazarini                         |
| Aracy Cardoso       | Alda                                    |
| Ana Zettel          | Leydiane Maria (Lady)                   |
| Gustavo Moretzsohn  | Professor Miro                          |
| Alessandra Loyola   | Camila Losano                           |
| Alexandre Liuzzi    | Lancelote                               |
| Ana Clara Pintor    | Gisele Batista                          |
| Jennifer Setti      | Inocência (Mulher Broa)                 |
| Raphael Montagner   | Leandro                                 |
| Aninha Melo         | Fernanda                                |
| Fernanda Oliveira   | Bruna                                   |
| Junior Vieira       | Vinícius                                |
| Juliana David       | Sophia                                  |
| Yago Lopes          | Alê                                     |
| Ana Carolina Rainha | Jezebel                                 |
| Jefferson Brasil    | Tairone                                 |
| Ricardo Ferreira    | Galeto                                  |
| João Garrel         | Fuinha                                  |
| Antônio Rocha Filho | Amadeu                                  |
| Carol Cavalcanti    | Chiara                                  |
| Juan Alba           | Marcos                                  |
| Rita Cadillac       | Dagmar (Dona Escovona)                  |
| Reinaldo Gonzaga    | Batista                                 |
| Bianca Castanho     | Beatriz Sampaio                         |

## Premios y nominaciones
| Año  | Premio                           | Categoría                | Recipiente                | Resultado |
| ---- | -------------------------------- | ------------------------ | ------------------------- | --------- |
| 2013 | FyMTI 2013                       | Mejor telenovela de 2013 | Dona Xepa                 | Ganadores |
| 2013 | FyMTI 2013                       | Melhor Tema Musical      | A Xepa por Eliana de Lima | Ganadora  |
| 2013 | Festival y Mercado de TV 2013    | Mejor telenovela         | Dona Xepa                 | Ganadores |
| 2014 | Seoul Drama International Awards | Mejor serie de drama     |                           | Nominados |
| 2014 | Seoul Drama International Awards | Mejor actriz             | Ângela Leal               | Nominada  |